# Torculus
Il torculus (dal latino torqueo, torcere) è un neuma utilizzato nella notazione del canto gregoriano.
È un neuma di tre note, la seconda è in posizione più elevata delle altre.
Graficamente si presenta come un punctum legato a una clivis più acuta. La nota mediana può essere legata alla prima o alla terza con una barra verticale, se l'intervallo è di una terza o superiore, caso comunque raro.
Nella notazione corsiva, il torculus si presenta in due grafie assai differenti, secondo se è episemato o no.
La notazione vaticana non distingue questi due casi, che sono però chiaramente distinti della notazione di Solesmes, così come nella notazione corsiva.

## Esitazioni della notazione quadrata
- Nella notazione quadrata, il torculus resupinus  possiede graficamente la forma di un porrectus praepunctum. Questi due neumi però non corrispondono alla stessa accentuazione ritmica e sono rigorosamente distinti nella notazione corsiva.
- Il pes subpunctis corrisponde nella notazione di Laon a un torculus seguito da un punctum (torculus subpunctum), mentre la notazione di san Gallo nota lo stesso neuma con un pes seguito da due punctum. Questa equivalenza mostra che la terza nota di un torculus non è affatto una nota forte e che la struttura di un torculus è portata dalle sue prime due note.
- Si incontra talvolta il gruppo notato da Solesmes  con un torculus episemato sulla prima nota seguito da un pressus. Si tratta in realtà di un pes-pressus.

## Interpretazione
L'interpretazione equilibrata del torculus mette bene in evidenza i diversi elementi di accentuazione:
- La prima nota, come inizio di neuma, riceve un leggero attacco ma non viene accentuata né in forza, per poter mettere in valore la seconda nota, né in durata, è leggermente accorciata per non fare aspettare la seconda nota che deve seguire.
- La seconda nota rappresenta la vetta melodica del neuma, il suo accento principale e riceve a questo titolo un leggero rigoglio che gli permette di imporsi sia in forza sia in durata.
- La terza nota è una nota di conclusione e di rilassamento: senza tensione né in forza né in intensità, in paragone è più efficace della precedente in forza e di una durata che non ha bisogno di essere precipitosa.

## Torculus non episemato
Nella notazione corsiva, sia nella notazione sangallese  o quella di Laon  più deformata, il torculus semplice riflette direttamente la sua composizione: la successione di un accento grave, acuto e infine grave.
L'interpretazione melodica è diretta: le tre note hanno un valore "leggero", ma quella iniziale riceve per la sua posizione un lieve accento di attacco e la mediana è per la sua altezza in posizione naturalmente forte e può ricevere quindi un leggero accento di durata e di intensità.

## Torculus episemato
Il torculus episemato  si differenzia radicalmente nella notazione corsiva, sia nella notazione di san Gallo  sia in quella di Laon .
La notazione di Laon offre la "spiegazione d'uso" di questo neuma: le tre note devono possedere un valore pieno, quella di mezzo resta leggermente ritardata per la sua posizione più alta che ne fa il polo del neuma (a significa semplicemente altius).
Nella sua interpretazione abituale, il torculus episemato, soprattutto in preparazione di finale, è spesso vittima di un'interpretazione ritmica che insiste troppo sulla prima nota e conduce a un ritmo che ricorda la "marcia nuziale": . Una tale interpretazione, che rompe la fluidità della linea melodica, è chiaramente falsa, non rispettando il principio di omogeneità dei tempi di base.
Per evitare questo difetto bisogna mirare al centro e dare al torculus episemato il suo accento principale sulla seconda nota. La prima non è che una preparazione, episemata, quindi lenta, e la terza una conclusione. Inoltre, affinché si concateni naturalmente al resto del pezzo e possa aprirsi in maniera equilibrata, deve essere introdotto, come è una formula di conclusione, da un rallentamento preparatorio sul neuma precedente.